# 伊苏X -北境历险-
《伊蘇X -北境歷險-》是由日本Falcom開發的動作角色扮演遊戲，也是伊蘇系列誕生35周年紀念作品。本作於2023年9月28日在PlayStation 4、PlayStation 5和任天堂Switch上發行。遊戲設定於《伊苏II 失落的伊苏古国 终章》與《伊苏 塞尔塞塔的树海》之間，講述系列主角亞特魯‧克里斯汀完成在古代王國伊蘇的冒險後，前往北方海域「奧貝利亞灣」冒险的故事。亞特魯在該處邂逅了人稱「海盜公主」的諾曼人卡嘉‧巴爾塔，並捲入了海洋民族「諾曼」與不死亡靈「古里格」之間的衝突。
加強版《伊蘇X -諾曼榮光-》于2025年7月31日在任天堂Switch 2上推出，是该平台上首款支持120FPS的游戏。

## 游戏玩法
《伊蘇X -北境歷險-》是採用第三人称视角的动作角色扮演游戏。 本作摒棄了曾在《伊蘇7》、《伊蘇VIII -丹娜的隕涕日-》和《伊蘇IX -怪人之夜-》中使用的队伍系统，游戏中仅有亞特魯和卡嘉兩位可玩角色。本作加入了海上航行、海戰、商船貿易等玩法，这在系列游戏中尚属首次。